# Munidopsis platirostris
Munidopsis platirostris is een tienpotigensoort uit de familie van de Munidopsidae. De wetenschappelijke naam van de soort is voor het eerst geldig gepubliceerd in 1894 door A. Milne Edwards & Bouvier.